# Diep.io

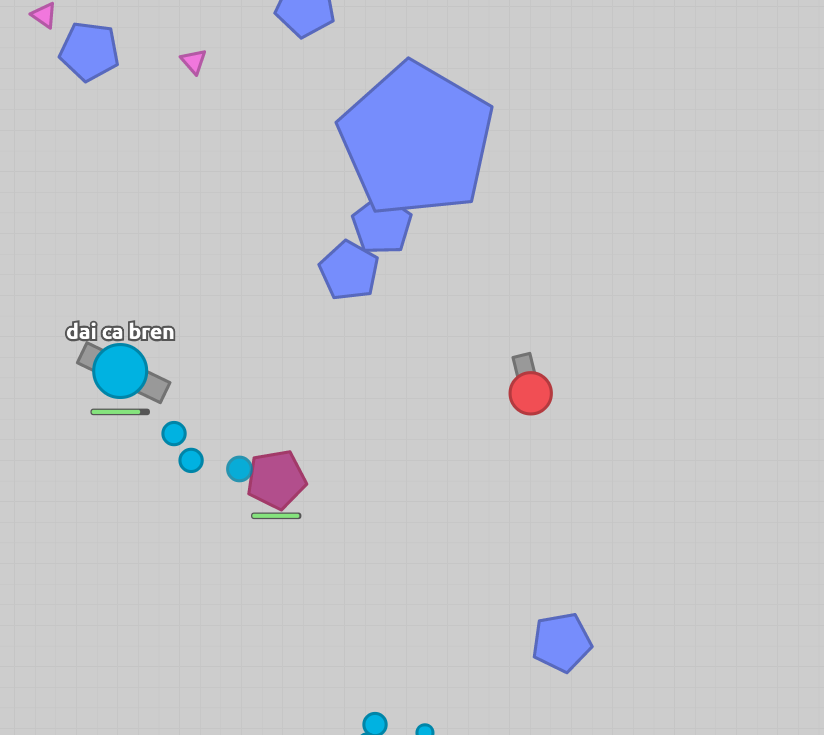
Arène de Diep.io avec deux tanks

Diep.io est un jeu vidéo en ligne massivement multijoueur créé par Matheus Valadares, aussi développeur d'Agar.io, sorti le 16 avril 2016 sur navigateur web, Android et iOS. Dans ce jeu, les joueurs contrôlent des tanks qu’ils peuvent améliorer.

## Système de jeu

### Contrôles
Chaque joueur contrôle un tank. Les actions principales sont le déplacement et le tir.    
Le joueur déplace son tank en utilisant les touches fléchées, les boutons WASD (ZQSD dans les claviers français), ou un stick directionnel (sur l'écran des versions mobile du jeu). Pour tirer des balles ou contrôler ses drones, il clique sur le bouton gauche de la souris, ou incline un autre stick directionnel tactile à côté du stick de déplacement dans la direction indiquée dans les versions mobile.     
La version web comporte des raccourcis de clavier. La touche C active ou désactive la rotation automatique du tank, et la touche E bascule du tir continu au tir manuel.

### Principe
Le but du jeu est de gagner des points et d'augmenter en niveau en détruisant des carrés, des triangles, des pentagones, ainsi que des alpha pentagones et en exterminant les autres tanks présents dans l'arène.   
À chaque fois que le joueur augmente d'un niveau (sauf au niveau 29, qui n'en rapporte pas, et à partir du niveau 30, il faut trois niveaux), il reçoit un point d'expérience qui lui permet améliorer les statistiques de son tank, dont :
1. sa vitesse de régénération de points de vies (Health Regen) ;
2. son maximum de points de vie possibles (Max Health) ;
3. les dégâts qu’il inflige à un autre tank en le touchant (Body Damage) ;
4. la vitesse des balles qu’il tire (Bullet Speed) ;
5. la force de pénétration des balles ou le maximum de points de vie des drones (Bullet Penetration/Drone Health) ;
6. le nombre de dégâts qu’infligent ses balles (Bullet Damage)
7. la vitesse de rechargement des tirs (Reload) ;
8. sa vitesse de déplacement (Movement Speed).

Le joueur pourra donc avoir en disposition 33 points d'expérience dans une partie sur 56 améliorations possibles, ce qui apporte de la stratégie au jeu ; par exemple, chaque joueur peut choisir d'attaquer ses adversaires avec ses balles ou en essayant de les heurter.
Tous les 15 niveaux, les tanks peuvent réaliser des transformations (avoir plusieurs canons, avoir des canons de différents types...) à n'importe quel moment. Celles-ci peuvent aussi être ignorées. Le niveau maximum pouvant être atteint est le niveau 45, donc chaque tank peut évoluer jusqu'à trois fois pendant une partie. Certains tanks requièrent d'accumuler 30 niveaux à la suite sans évoluer pour les obtenir, (par exemple le Smasher ou le Sprayer, l'un évoluant du tank de base au niveau 30 et l'autre d'un Machine Gun au niveau 45).

## Modes de jeu
Il existe actuellement 8 modes de jeu différents :
1. Chacun pour soi (FFA, abréviation de free for all) : Les tanks doivent se combattre dans le but d'avoir le meilleur score possible.
2. 2 équipes (2 Teams) : Même chose que le  chacun pour soi, sauf que les tanks se battent en équipe (rouge et bleue). Il y a des zones de sécurité où tout tank d’une certaine couleur (rouge ou bleu) se fait attaquer par des drones rapides qui foncent immédiatement sur lui et lui infligent des dégâts, empêchant les ennemis d’y rester longtemps. Elles facilitent aussi les pauses pour un jeu en multijoueur en ligne.
3. 4 équipes (4 Teams) : Le même mode que 2 équipes, mais avec 4 équipes. Les deux autres couleurs d'équipes sont les verts et les violets (autrefois marrons).
4. Domination : Chaque partie est constituée de 2 équipes, et de 4 Dominateurs (Dominator). Un Dominateur est un gros tank qui ne peut pas se déplacer et peut être en forme de Destroyer (tank qui tire des balles géantes pouvant tuer des tanks en un seul coup), Trapper (tank qui tire des mines visibles pouvant endommager les tanks qui avancent sur eux) ou Gunner (tank qui tire des petites balles très rapidement avec 3 petits tubes). Une équipe doit faire rejoindre dans leur équipe tous les Dominateurs en leur attaquant jusqu'à ce qu'ils n'ont plus de point de vie pour gagner la partie. Les propriétés des Dominateurs peuvent être dérobées par l'équipe adverse s'ils sont éliminés deux fois de suite par cette même équipe (le Dominateur redeviendra jaune, la couleur indiquant qu'elle n'est pas possédé par une équipe, puis rejoindra cette équipe). Dans la version web, un joueur peut contrôler un dominateur s'il est possédé par son équipe en pressant la touche H. Il peut le contrôler exactement de la même façon qu'un tank ordinaire, à l'exception du mouvement, et cependant, le nom du joueur sera cachée pendant le contrôle et le texte en bas de l'écran affichera Level 75 Dominator (en français : Dominateur de niveau 75), un niveau impossible à atteindre durant une partie normale.
5. Jeu du loup (Tag) : Une recréation du jeu du loup en tant que mode de jeu pour Diep.io, et elle se joue presque de la même façon. Chaque partie est constituée de 4 équipes (2 équipes dans les versions mobile), et une équipe doit faire rejoindre ses adversaires en les éliminant chacune. Les nouveaux joueurs apparaissent proportionnellement au nombre de joueurs de chaque équipe. Lorsqu'une seule équipe est survivante, la partie se termine et la victoire revient à cette équipe.
6. Labyrinthe (Maze) : Le même mode que chacun pour soi, mais avec des murs qui empêchent les objets, balles, et joueurs d'y passer à travers, ce qui peut faciliter le blocage des tanks par d'autres tanks.
7. Bac à sable (Sandbox) :  Un joueur peut jouer seul dans un serveur privé où il reçoit des commandes exclusives dans ce mode qui lui permettent de monter des niveaux, réapparaître, changer de tanks, etc. Il peut aussi envoyer le lien du serveur à un ami dans une application de messagerie instantanée en le copiant en cliquant sur le bouton Copy party link (en français: copier le lien du serveur) en haut à droite de l'écran d'accueil) pour le faire rejoindre dans le serveur, par exemple pour faire un duel contre lui.
8. Évasion (Breakout) : Le but est de capturer tout le plateau, en tirant sur les portions appartenant à l'adversaire. Le jeu commence sur un plateau contenant deux bases placées sur des angles opposés, et tout le reste est rempli de tuiles pleines et impossibles à traverser qu'il faut démolir pour gagner du terrain. Elles peuvent se reformer sur un terrain appartenant déjà à l'une des deux équipes, si un char reste trop longtemps sans bouger sur une case. Si une case se reforme alors qu'un char y est présent, il meurt immédiatement. La partie se termine lorsque toutes les tuiles sont à l'un des deux camps, ou bien neutres.

Deux modes de jeu, qui étaient auparavant présents, ont été supprimés : Mothership (un mode de jeu où chaque équipe dispose d'une armée de tanks classiques et d'un tank géant qui doit détruire celui de l'autre équipe), et Survival (un combat à mort entre des joueurs).

## Remakes
Diep.io a été remixé à plusieurs reprises, notamment avec Arras.io, qui contient davantage de tank, et qui a même un mode Arms Race où le joueur dispose de plus de 1000 tanks différents et d'une évolutions supplémentaire, ainsi qu'un mode Growth où il peut continuer de s'améliorer après le niveau 45 (Arms Race et Growth pouvant être combinés). Il contient aussi des polygones supplémentaires, notamment les pentagones Bêta, ainsi que les Hexagones Bêta et Alpha ; un nouveau type d'objet et introduit, l'œuf, à partir duquel sont générés les polygones, et qui existe aussi en version Bêta et Alpha.